# Parc d'État de Franconia Notch
Le parc d'État de Franconia Notch est un parc d'État du New Hampshire située dans les montagnes Blanches.  Il comprend un tronçon de 13 km situé de part et d'autre de l'Interstate 93 dans le col Franconia Notch, un important col de montagne située entre le Kinsman Range et le Franconia Range.  Le parc est particulièrement connu pour la formation rocheuse Old Man of the Mountain qui, bien qu'écroulé en 2003, reste le symbole de l'État.